# University of Florida

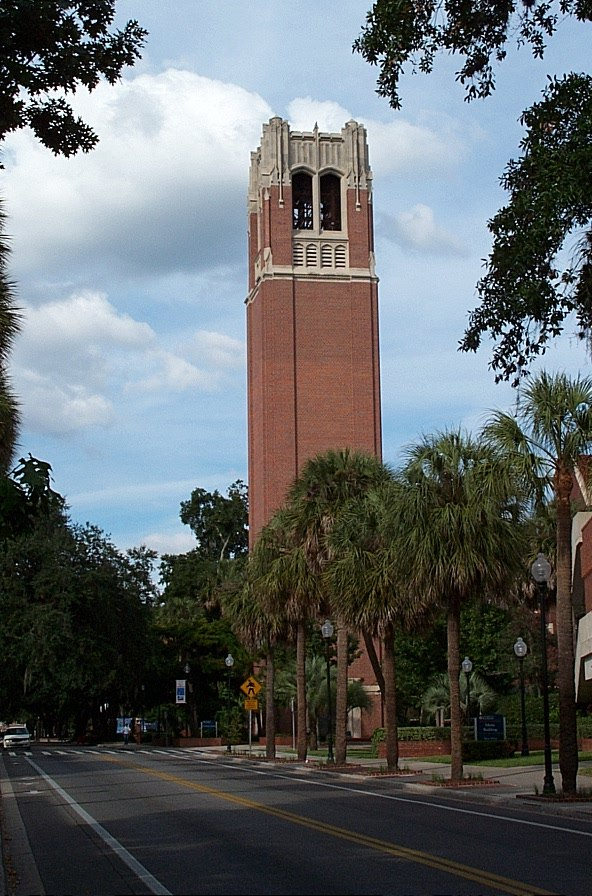
Century Tower, Wahrzeichen der University of Florida.

Die University of Florida ist eine öffentliche Universität in Gainesville im US-Bundesstaat Florida. Sie war 2017/2018 mit 52.218 Studierenden die siebtgrößte Universität der USA. Sie hatte das achtgrößte Budget, fast 1,9 Milliarden US-Dollar im Jahr. Sie gehört zu den besten öffentlichen Universitäten der Vereinigten Staaten, eine sogenannte Public Ivy und ist Mitglied der Association of American Universities, einem seit 1900 bestehenden Verbund führender forschungsintensiver nordamerikanischer Universitäten. Die Universität belegte 2022 im U.S. News & World Report National Universities Ranking den 5. Platz unter den öffentlichen Universitäten, und den 29. unter allen Universitäten der Vereinigten Staaten. Beim internationalen Vergleich der Jiaotong-Universität Shanghai erzielte die University of Florida 2006 den 53. Platz.

## Geschichte
Die Universität wurde im Jahr 1905 gegründet. Offiziell wird als Gründungsjahr das Jahr 1853 angegeben, in dem das East Florida Seminary gegründet wurde. Diese Einrichtung wurde während des Sezessionskrieges geschlossen, ihr Name wurde später von diversen anderen Bildungseinrichtungen verwendet.
Afroamerikanische Studenten werden seit 1958 zugelassen.
Nach einer Spende von 20 Millionen US-Dollar von George Smathers wurde der Name der Bibliothek der Universität 1991 in George A. Smathers Library umgeändert.

## Studienfächer
Studienfächer an der University of Florida umfassen:
- Design, Bauwesen und Planung
- Geistes- und Naturwissenschaften
- Gesundheit und Human Performance
- Ingenieurwesen
- Landwirtschaft und Life Sciences
- Medizin
- Öffentliche Gesundheit und Gesundheitsberufe
- Pädagogik
- Pharmazie
- Pflege
- Rechtswissenschaften (Levin College of Law)
- Schöne Künste
- Tiermedizin
- Wirtschaftswissenschaften (Warrington College of Business Administration)
- Zahnmedizin

## Zahlen zu den Studierenden
Im Herbst 2020 waren 53.372 Studierende eingeschrieben. Davon strebten 34.931 (65,4 %) ihren ersten Studienabschluss an, sie waren also undergraduates. Von diesen waren 57 % weiblich und 43 % männlich. 18.441 (34,6 %) arbeiteten auf einen weiteren Abschluss hin, sie waren graduates.
2008 waren 52.270 Studierende an der University of Florida gewesen, 2006 waren es 49.693, womit die Universität die fünftgrößte der USA war.

## Sport

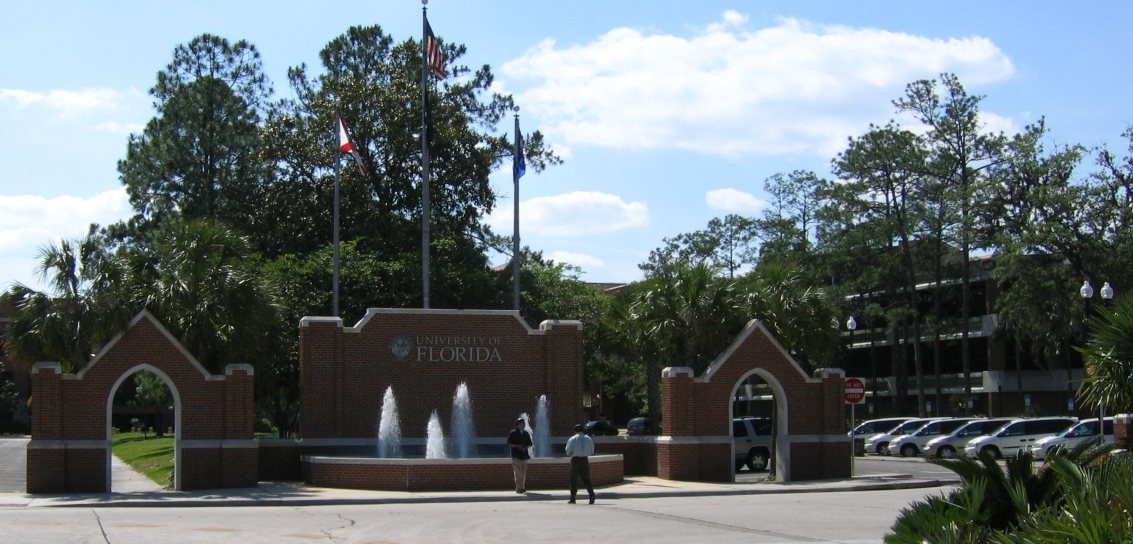
University of Florida

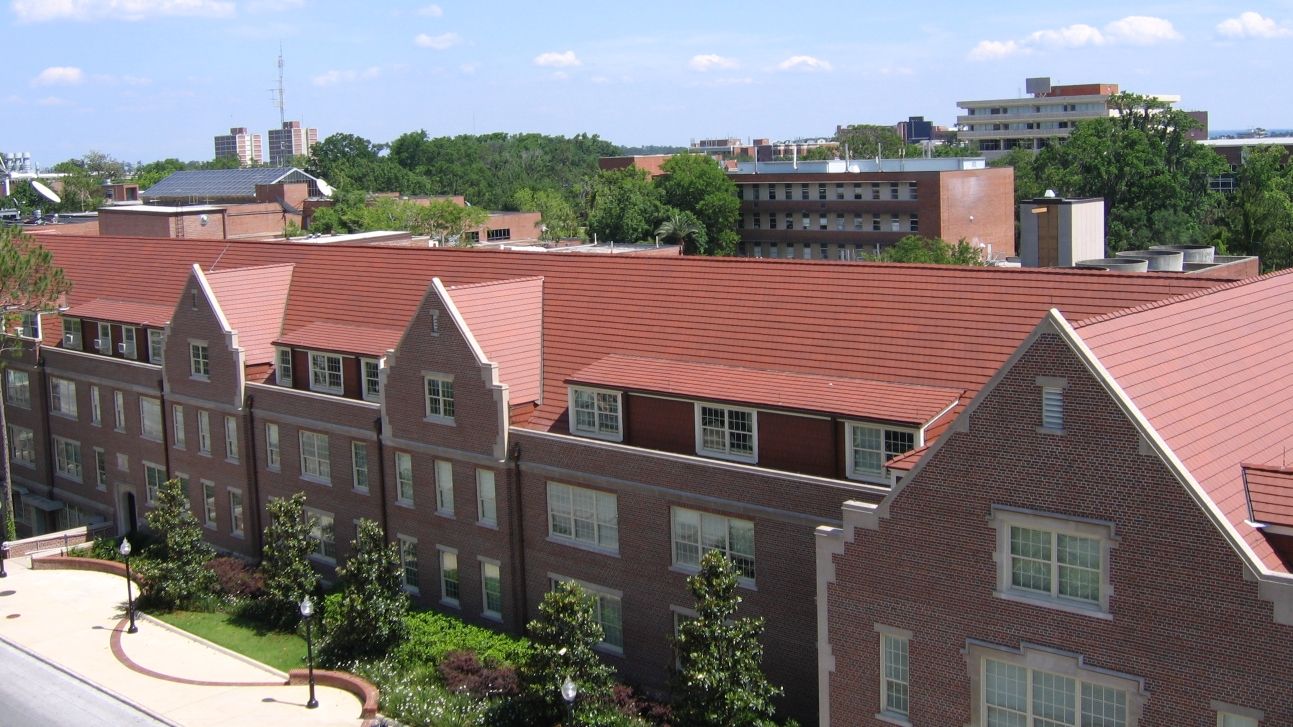
Weil Hall

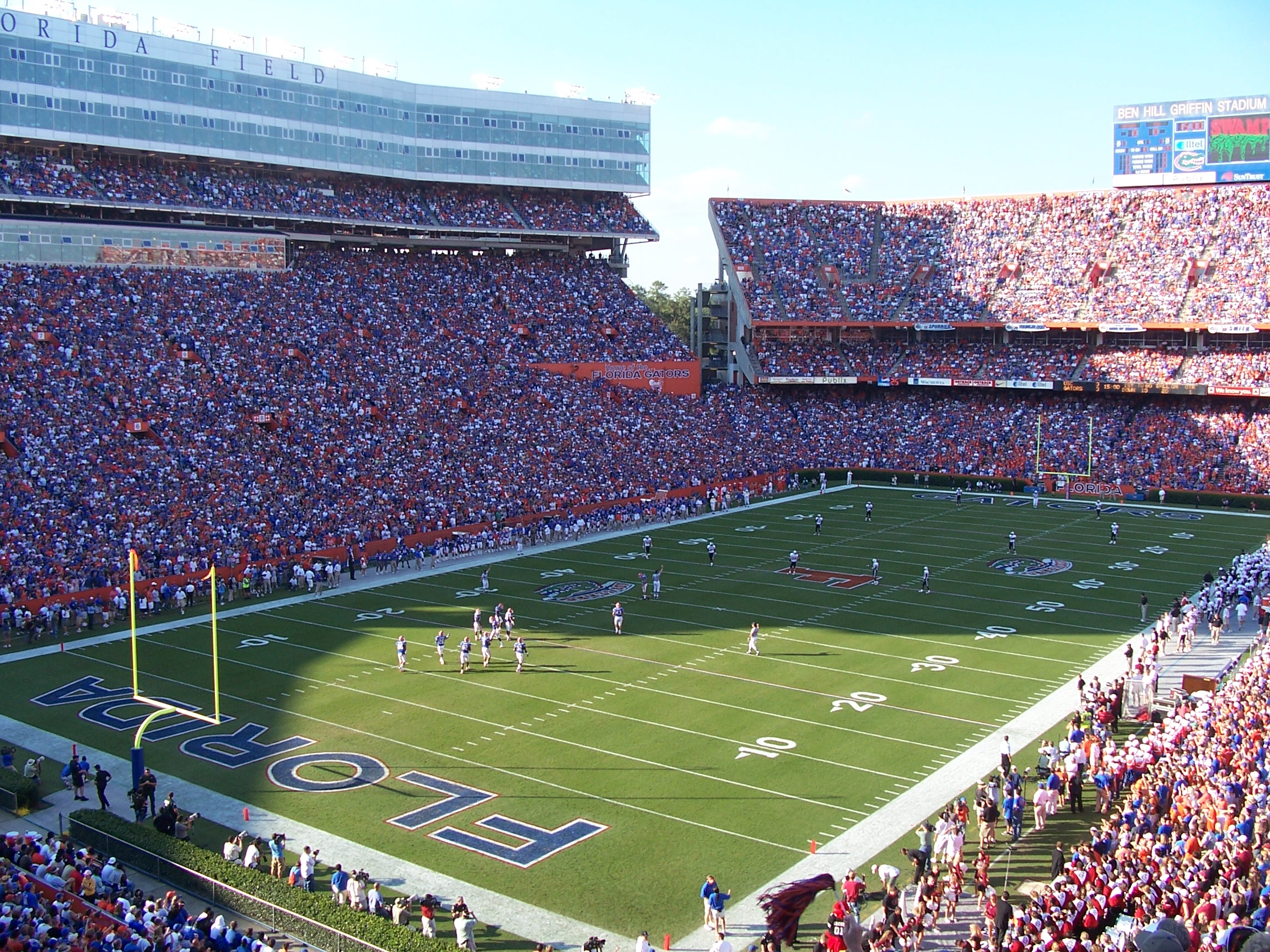
Steve Spurrier-Florida Field at Ben Hill Griffin Stadium während eines Footballspiels

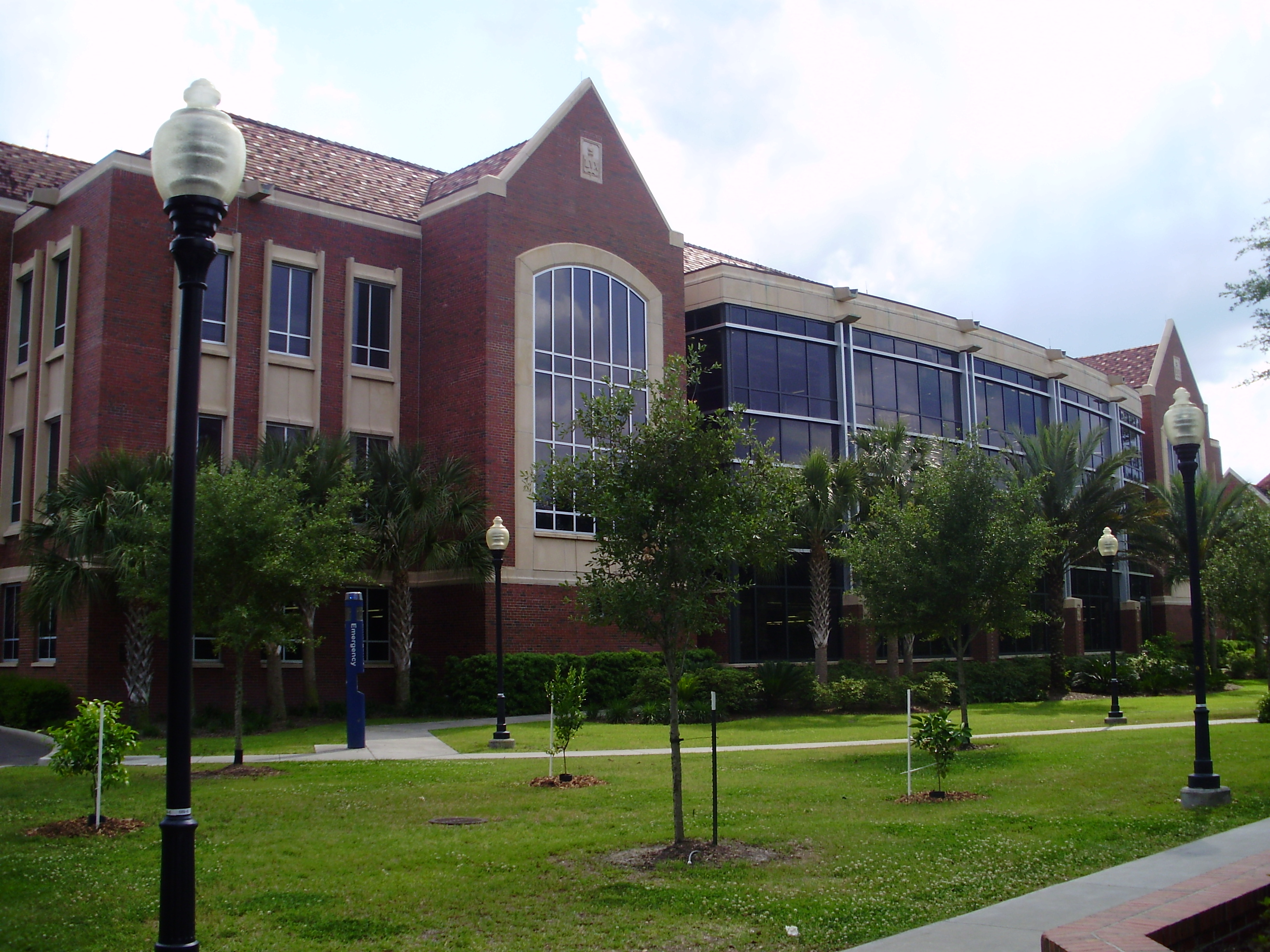
Library West

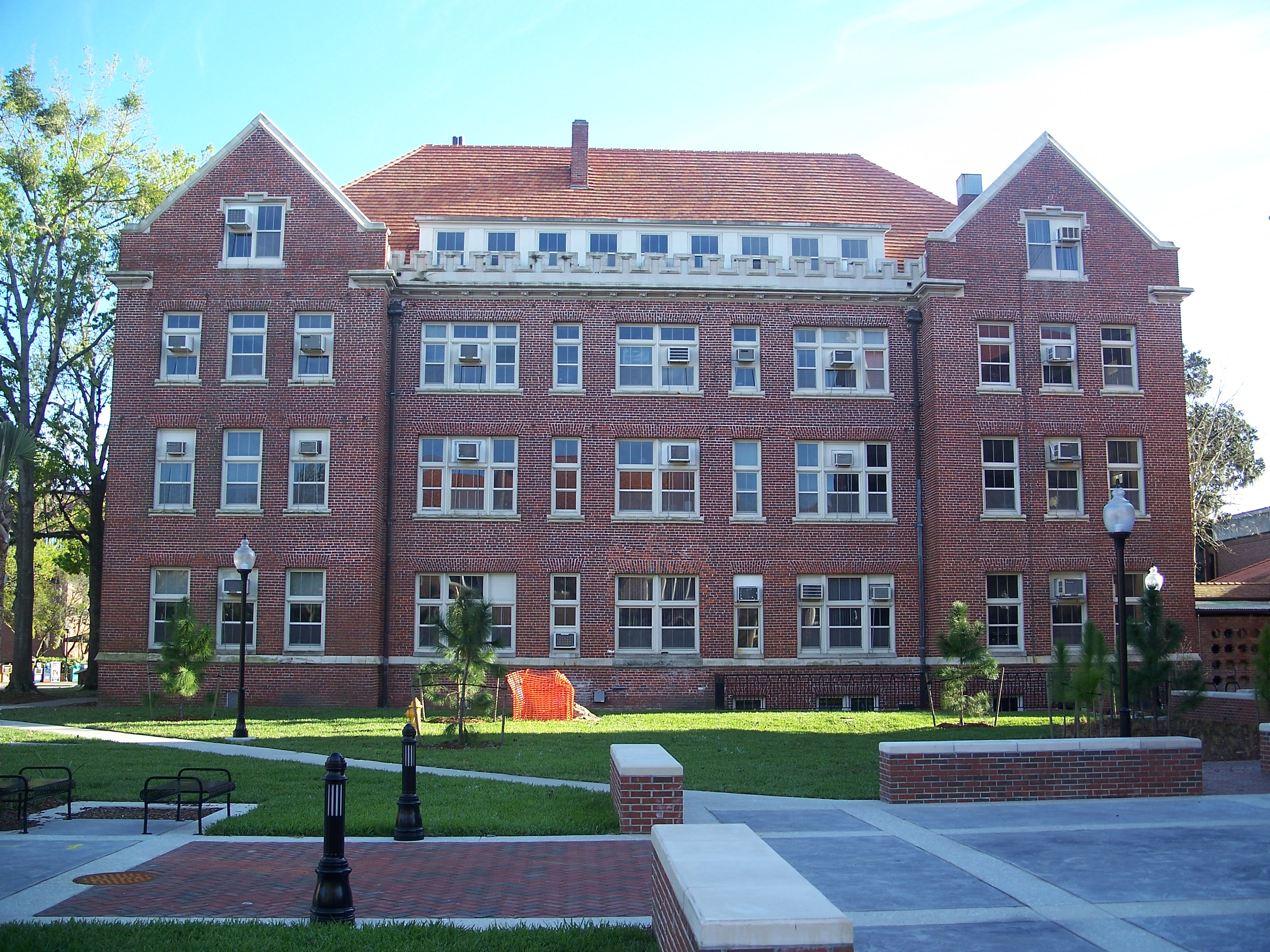
Newell Hall

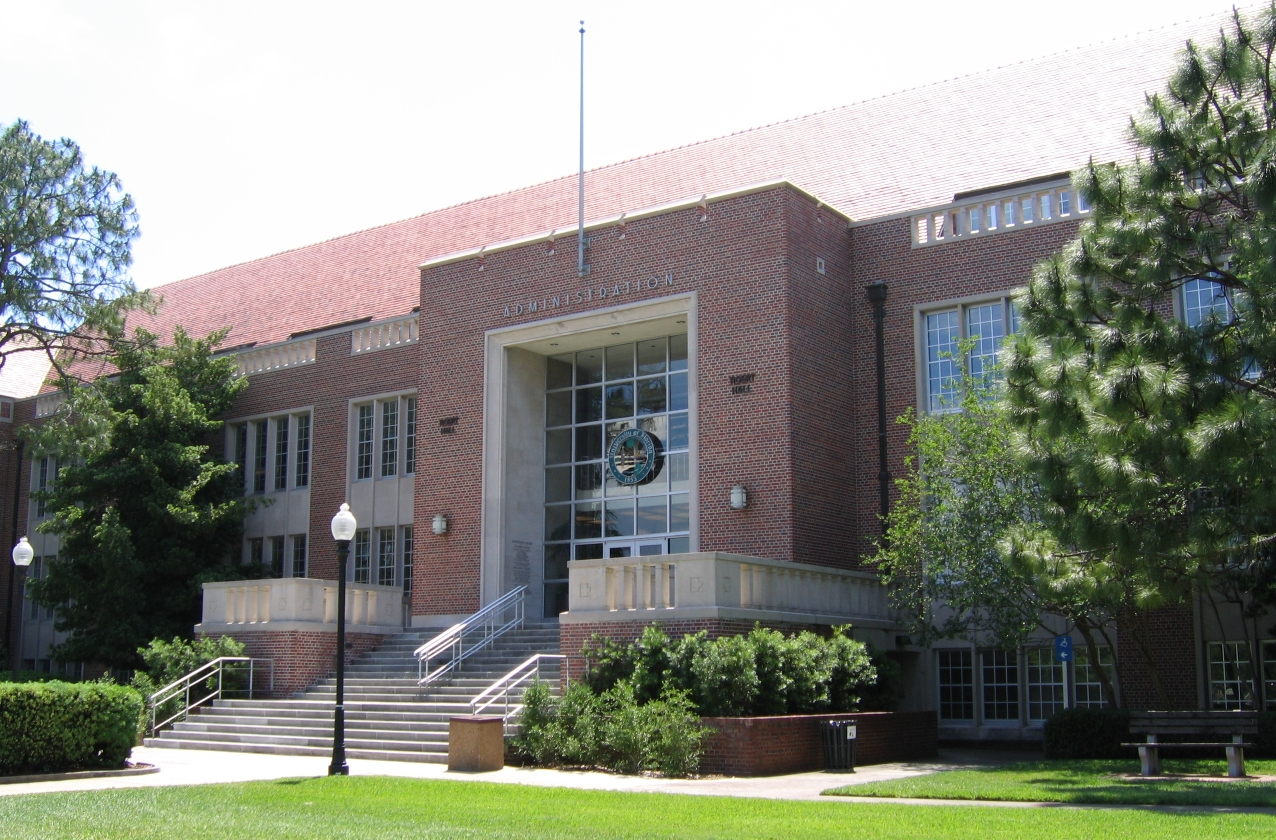
Tigert Hall

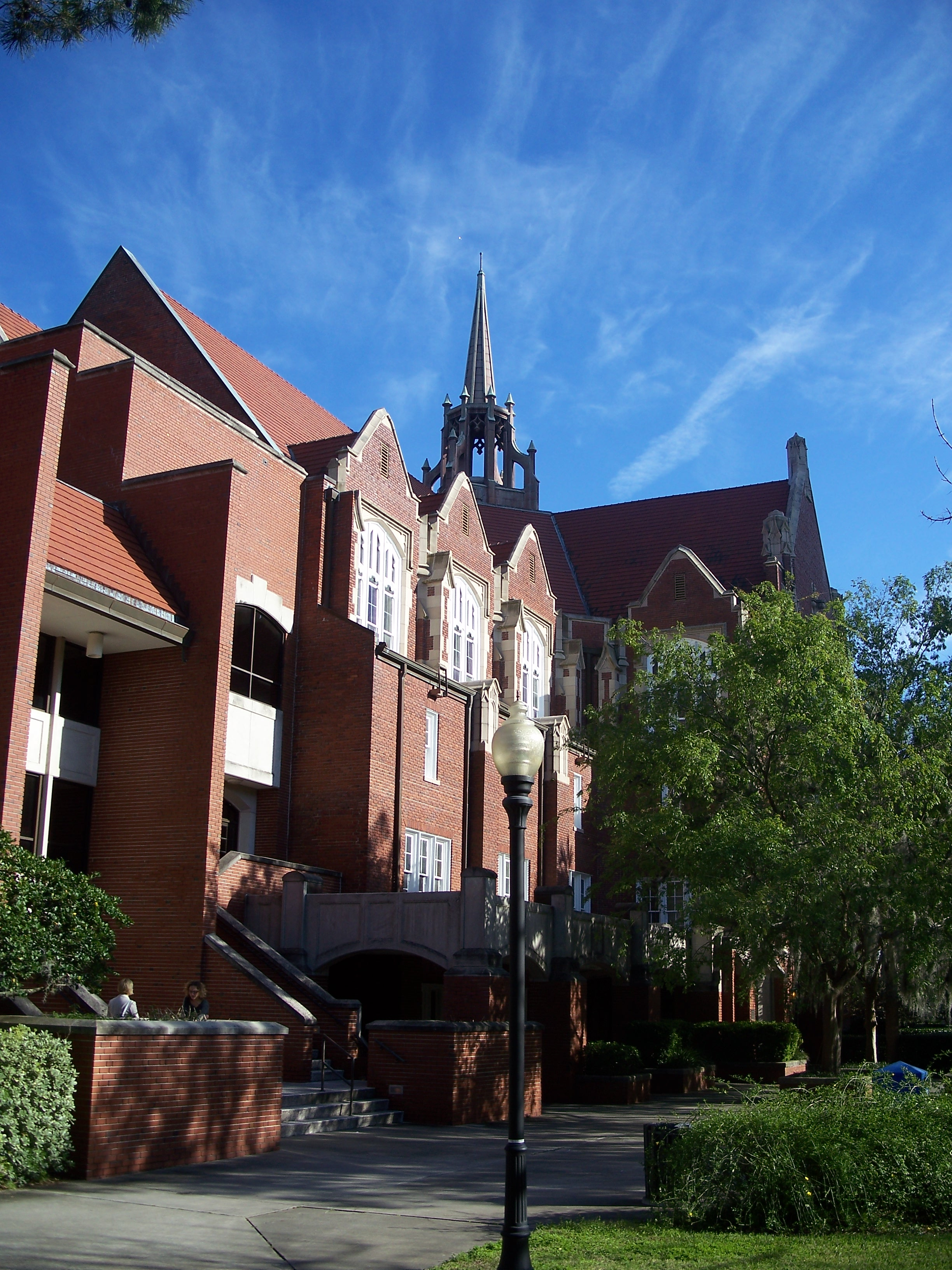
Auditorium

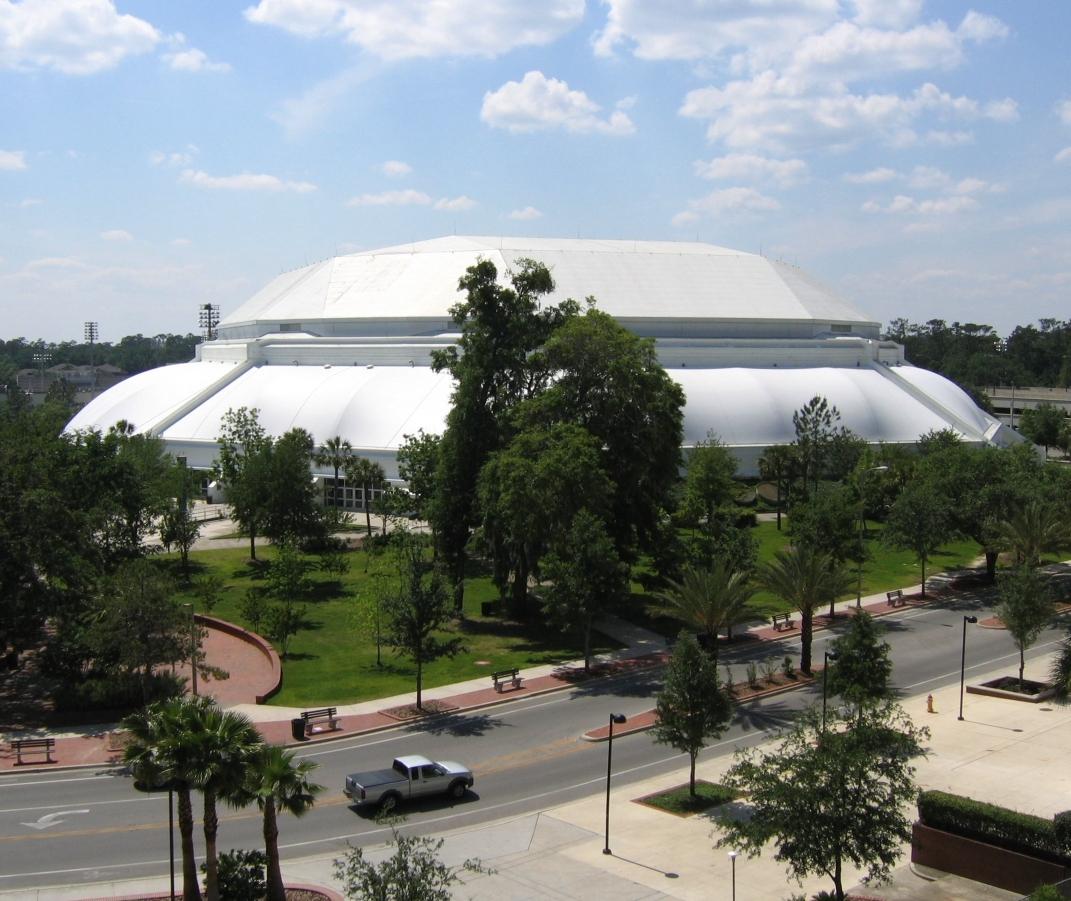
O’Connell Center

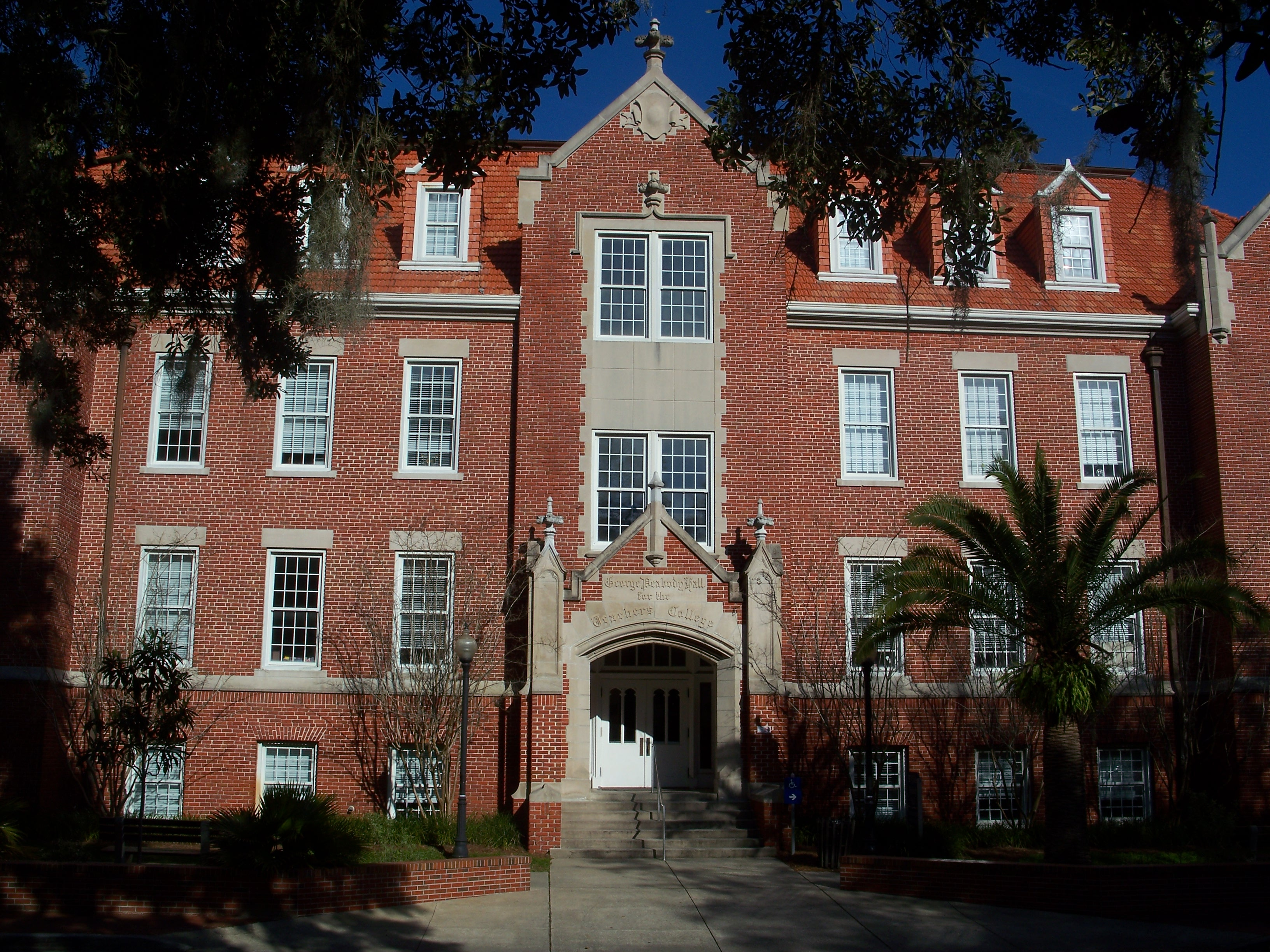
Peabody Hall

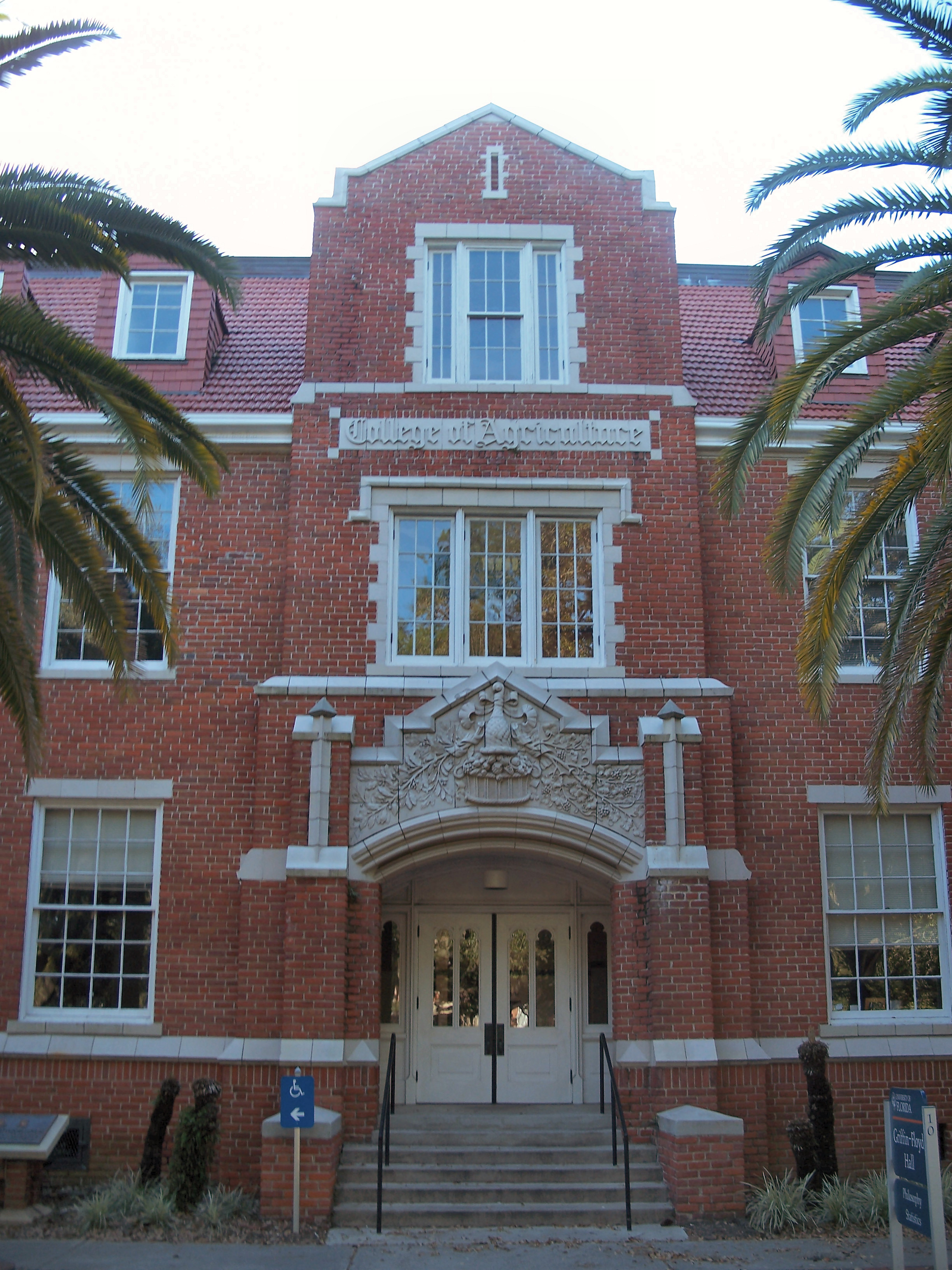
Floyd Hall

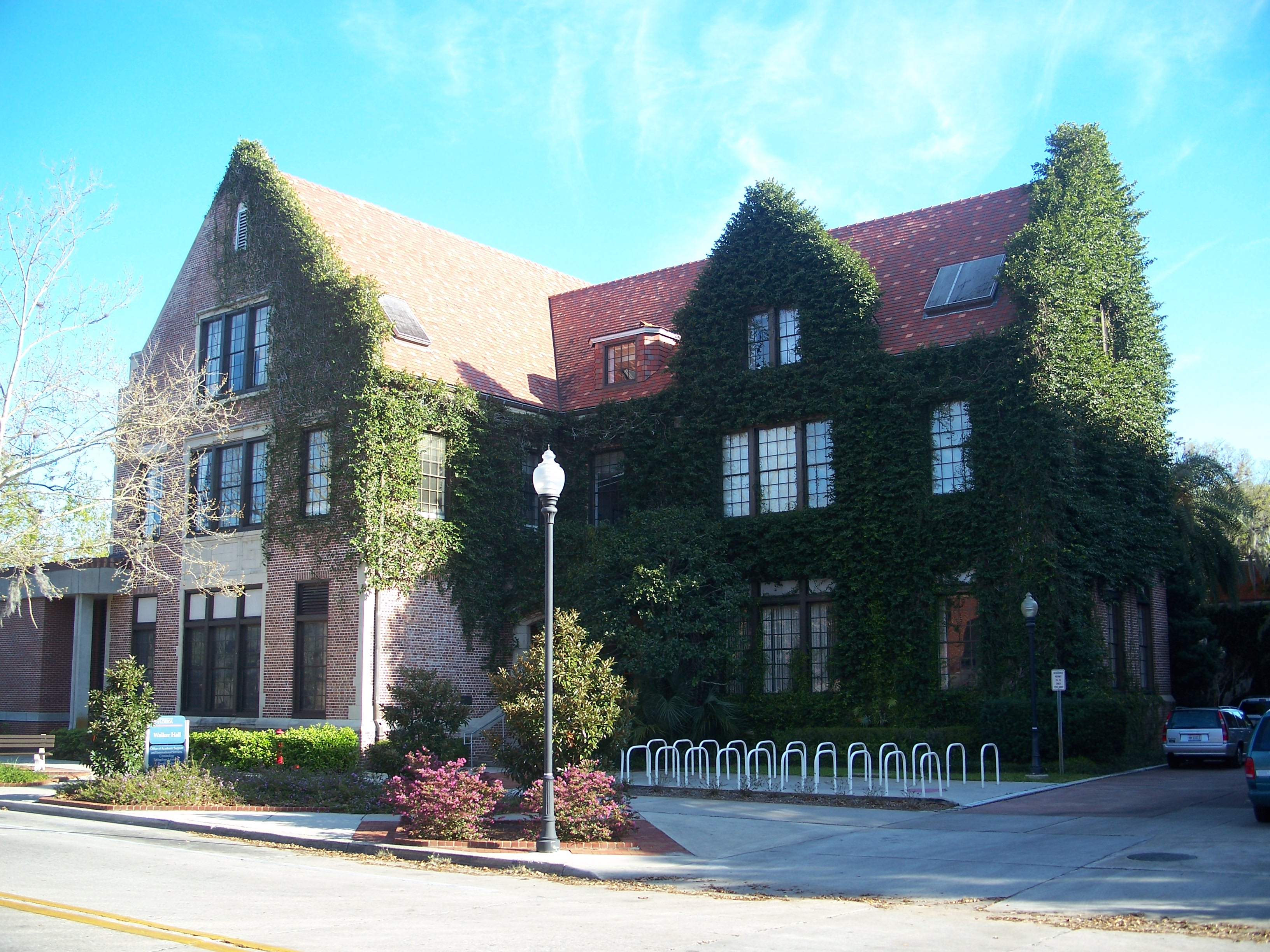
Walker Hall

Die Sportteams der University of Florida nennen sich Florida Gators. Die Universität ist Mitglied der Southeastern Conference. Die Footballmannschaft trägt ihre Heimspiele im Steve Spurrier-Florida Field at Ben Hill Griffin Stadium aus.

## Persönlichkeiten
Nobelpreisträger
- Robert Grubbs (1942–2021), Nobelpreis für Chemie, 2005
- Marshall Warren Nirenberg (1927–2010), Nobelpreis für Medizin, 1968

Informatik
- Jim Allchin, Microsofts Chef-Entwickler von Windows
- John Atanasoff (1903–1995), Informatiker
- Philip Don Estridge (1937–1985), IBM

Kunst, Literatur, Geisteswissenschaften und Unterhaltung
- Jett Beres (Sister Hazel)
- Ken Block (Sister Hazel)
- Rita Mae Brown (* 1944), Schriftstellerin
- Michael Connelly (* 1956), Schriftsteller
- Jonathan Demme (1944–2017), Filmregisseur
- Faye Dunaway (* 1941), Schauspielerin
- Buddy Ebsen (1908–2003), Schauspieler
- Malcolm Gets (* 1964), Schauspieler
- Philip Graham (1915–1963), Publizist der Washington Post
- Darrell Hammond (* 1955), Schauspieler
- Carl Hiaasen (* 1953), Schriftsteller
- Ryan Newell (Sister Hazel)
- Mona Rae Miracle (* 1939), Schriftstellerin
- Adrian Pasdar (* 1965), Schauspieler (ohne Abschluss)
- Emilio Perez (* 1972), Maler
- Stat Quo (* 1979), Rapper
- Stephen Root (* 1951), Schauspieler
- Stephen Stills (* 1945), Musiker
- Mel Tillis (1932–2017), Sänger
- Johnny Tillotson (1938–2025), Sänger
- Bob Vila (* 1946), Fernsehshowmoderator (Home Improvement)
- Edward Yang (1947–2007), taiwanischer Filmregisseur

Politik
- Charles O. Andrews (1877–1946), US-Senator
- Reubin Askew (1928–2014), Gouverneur
- Charles Edward Bennett (1910–2003), Kongressabgeordneter
- Gus Bilirakis (* 1963), Kongressabgeordneter
- Michael Bilirakis (* 1930), Kongressabgeordneter
- Corrine Brown (* 1946), Kongressabgeordnete
- C. Farris Bryant (1914–2002), Gouverneur
- William V. Chappell (1922–1989), Kongressabgeordneter
- Ander Crenshaw (* 1944), Kongressabgeordneter
- Lawton Chiles (1930–1998), US-Senator und Gouverneur
- Jim Davis (* 1957), Kongressabgeordneter
- John Porter East (1931–1986), US-Senator
- Don Fuqua (* 1933), Kongressabgeordneter
- Sam Gibbons (1920–2012), Kongressabgeordneter
- Bob Graham (1936–2024), US-Senator und Gouverneur
- James W. Grant (* 1943), Kongressabgeordneter
- Robert A. Green (1892–1973), Kongressabgeordneter
- Bill Gunter (1934–2024), Kongressabgeordneter
- Albert S. Herlong (1909–1995), Kongressabgeordneter
- William Luther Hill (1873–1951), US-Senator
- Spessard Holland (1892–1971), US-Senator und Gouverneur
- Marjorie Holt (1920–2018), Kongressabgeordnete
- William C. Lantaff (1913–1970), Kongressabgeordneter
- Tom Lewis (1924–2003), Kongressabgeordneter
- Craig T. James (* 1941), Kongressabgeordneter
- Harry A. Johnston (1931–2021), Kongressabgeordneter
- Connie Mack III (* 1940), US-Senator und Kongressabgeordneter
- Connie Mack IV (* 1967), Kongressabgeordneter
- Buddy MacKay (1933–2024), Gouverneur und Kongressabgeordneter
- Betsy Markey (* 1956), Kongressabgeordnete
- Donald Ray Matthews (1907–1997), Kongressabgeordneter
- Daniel T. McCarty (1912–1953), Gouverneur
- Bill McCollum (* 1944), Kongressabgeordneter
- Chester B. McMullen (1902–1953), Kongressabgeordneter
- Daniel A. Mica (* 1944), Kongressabgeordneter
- John Mica (* 1943), Kongressabgeordneter
- Dan Miller (* 1942), Kongressabgeordneter
- Jeff Miller (* 1959), Kongressabgeordneter
- Wayne Mixson (1922–2020), Gouverneur
- Bill Nelson (* 1942), US-Senator und Kongressabgeordneter
- Beverly Perdue (* 1947), Gouverneurin von North Carolina
- J. Hardin Peterson (1894–1978), Kongressabgeordneter
- Adam Putnam (* 1974), Kongressabgeordneter
- Paul Grant Rogers (1921–2008), Kongressabgeordneter
- Tom Rooney (* 1970), Kongressabgeordneter
- Joe Scarborough (* 1963), Kongressabgeordneter und MSNBC-Talkshowmoderator
- Debbie Wasserman Schultz (* 1966), Kongressabgeordnete
- Robert Lee Fulton Sikes (1906–1994), Kongressabgeordneter
- George Smathers (1913–2007), US-Senator
- Greg Steube (* 1978), Kongressabgeordneter
- Karen Thurman (* 1951), Kongressabgeordnete
- Fuller Warren (1905–1973), Gouverneur
- Robert Wexler (* 1961), Kongressabgeordneter

Militär
- Leonard Chapman (1913–2000), General des US Marine Corps
- Joseph Kittinger (1928–2022), Pilot der United States Air Force
- Paul Tibbets (1915–2007), Pilot der Enola Gay

Naturwissenschaften
- Maria Elena Bottazzi (* 1966), Mikrobiologin und Hochschullehrerin

Sport
- Frank Beard, Golfspieler
- Matt Bonner (* 1980), Basketballspieler
- Corey Brewer (* 1986), Basketballspieler
- Mark Calcavecchia (* 1960), Golfspieler
- Tracy Caulkins (* 1963), Schwimmerin
- Don Chandler (1934–2011), Footballspieler
- Chris DiMarco (* 1968), Golfspieler
- David Eckstein (* 1975), Baseballspieler
- Mark Ellis, Baseballspieler
- Rex Grossman (* 1980), Footballspieler
- Nicole Haislett (* 1972), Schwimmerin
- Percy Harvin (* 1988), Footballspieler
- Udonis Haslem (* 1980), Basketballspieler
- Aaron Hernandez (1989–2017), Footballspieler
- Al Horford (* 1986), dominikanischer Basketballspieler
- James Jones, Footballspieler
- Joseph Kittinger (1928–2022), Fallschirmspringer
- Ryan Lochte (* 1984), Schwimmer
- Marcus Maye (* 1993), American-Football-Spieler
- Mike Miller (* 1980), Basketballspieler
- Cam Newton (* 1989), Footballspieler (Ohne Abschluss)
- Joakim Noah (* 1985), französischer Basketballspieler
- Chandler Parsons (* 1988), Basketballspieler
- Emmitt Smith (* 1969), Footballspieler
- Lee Humphrey (* 1984), Basketballspieler
- Fred Taylor (* 1976), Footballspieler
- Tim Tebow (* 1987), Footballspieler
- Dara Torres (* 1967), Schwimmerin
- Camilo Villegas (* 1982), kolumbianischer Golfspieler
- Abby Wambach (* 1980), Fußballspielerin
- Danny Wuerffel (* 1974), Footballspieler
- Stipe Žunić (* 1990), kroatischer Kugelstoßer

Die Liste zeigt nur einen sehr kleinen Teil der politisch und wirtschaftlich hochrangigen Persönlichkeiten an der University of Florida.